# 衝劇團
衝劇團（ Rush Theatre )，香港青年自主劇團，2011年12月成立，2013年4月正式註冊為合法社團。
其取名理念為「抱著熱誠為夢想向前衝」。衝劇團之宗旨有三，一為製作高水準舞台戲劇演出，二為給青年人提供街頭藝術平台，三為鼓勵年輕人追求夢想和突破自己。
該劇團於二零一三年三月確認成員名單及達成以衝劇團名義註冊為合法社團之共識。成員之戲劇製作與演出年資由六年至四年不等，期間於中學時期於參與戲劇比賽及曾受邀於本港及澳門演出。部分成員曾獲大型機構邀請參與影視作品製作及獲本地已註冊劇團邀請參與正式演出。在本團初步成立的時期，亦曾以衝劇團名義在校內演出、參加公開表演藝術比賽（夢想舞台2012）和受邀於澳門戲劇農莊黑盒劇場公開演出。

## 曾演出劇目
- 《拾夢園》二零一一年十二月十日 於 東華三院盧幹庭紀念中學
- 《祝你幸福快樂》[1]二零一二年十二月二十三日 於 澳門戲劇農莊黑盒劇場（澳門戲劇農莊主辦第二屆亞洲青年戲劇匯演 香港區代表）
- 《52赫茲的世界》二零一三年七月二十九日 於 香港觀塘派劇場 （2013年年度表演）
- 《？》Theatre Noir 「愛．家庭」戲劇比賽 公開組 二零一四年三月十二日 於 元朗劇院
- 《？》澳門第二十三屆校際戲劇節中學組表演嘉賓 二零一四年三月二十九日 於 澳門
- 《吶》二零一四年八月二十四日 於 香港鑽石山Loft Stage (2014年度公演)
- 《如果超人會飛》二零一五年八月二十八日 於 香港大角咀天邊外自由劇場 (2015年度公演)
- 《在賽爾·普克頓的飛機下仰望》二零一六年七月二十九日至三十一日 於 同流黑盒劇場
- 《羅生門狂想曲》二零一七年七月二十九日至三十日 於 糊塗戲班自助黑盒劇場
- 《羅生門狂想曲》二零一七年九月二日至三日 於 牛池灣文娛中心文娛廳

## 曾參與比賽
- 夢想舞台 2012[2] （香港區八強）
- 二零一三元朗區青年節「夢遊元朗」微電影比賽（公開組亞軍）

## 外部連結
- 衝劇團官方網頁
- 衝劇團官方FaceBook Page